# Павловщина (Черкасская область)
Павловщина (укр. Павлівщина) — село в Драбовском районе Черкасской области Украины.
Почтовый индекс — 19825. Телефонный код — 4738.

## Население
Население по переписи 2001 года составляло 340 человек.

### Языковой состав
Родной язык населения по данным переписи 2001 года:
| Язык       | Численность, чел. | Доля     |
| ---------- | ----------------- | -------- |
| Украинский | 334               | 98,24 %  |
| Русский    | 6                 | 1,76 %   |
| Итого      | 340               | 100,00 % |

## Известные уроженцы
- Шаповал, Иван Павлович (р. 1909) — украинский советский скульптор и педагог.

## Местный совет
19850, Черкасская обл., Драбовский р-н, с. Михайловка, ул. Ленина, 1